# Kalevi Laitinen
Kalevi Laitinen   (Kotka, 19 de maig de 1918 - Kotka, 6 de gener de 1997) va ser un gimnasta artístic finlandès que va competir durant les dècades de 1940 i 1950.
El 1948 va prendre part en els Jocs Olímpics d'Estiu de Londres, on disputà vuit proves del programa de gimnàstica. Guanyà la medalla d'or en el concurs complet per equips. També destaca la vuitena posició en el concurs complet individual, mentre en les altres proves finalitzà en posicions més endarrerides. Quatre anys més tard, als Jocs de Hèlsinki, tornà a disputar vuit proves del programa de gimnàstica. Guanyà la medalla de bronze en el concurs complet per equips. En les altres proves destaca una sisena posició en l'exercici de terra.
En el seu palmarès també destaca una medalla de plata en el concurs complet per equips al Campionat del Món de gimnàstica artística de 1950 i dos campionats nacionals.